# Rotring

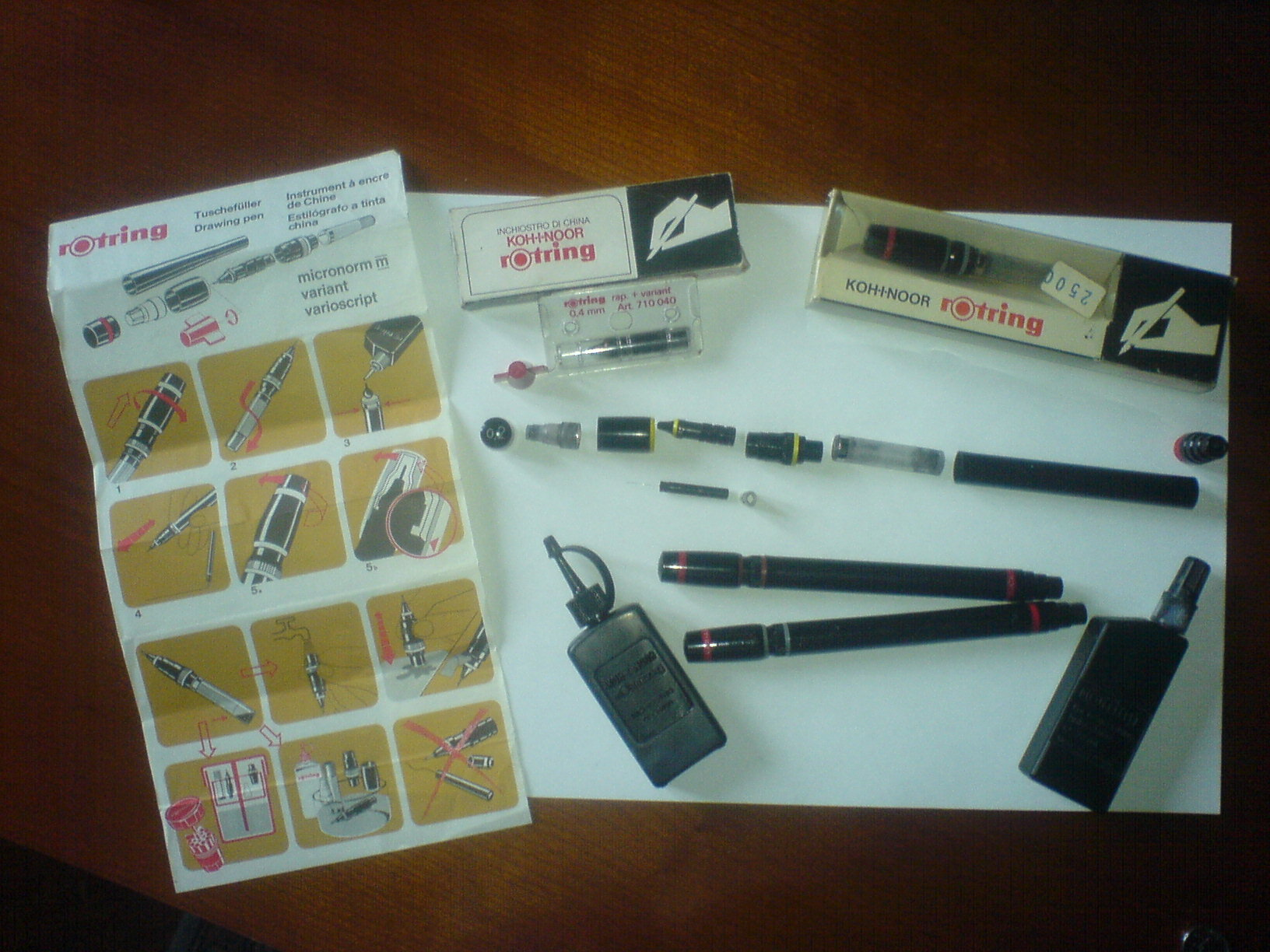
Antiguo juego de plumas técnicas Rotring

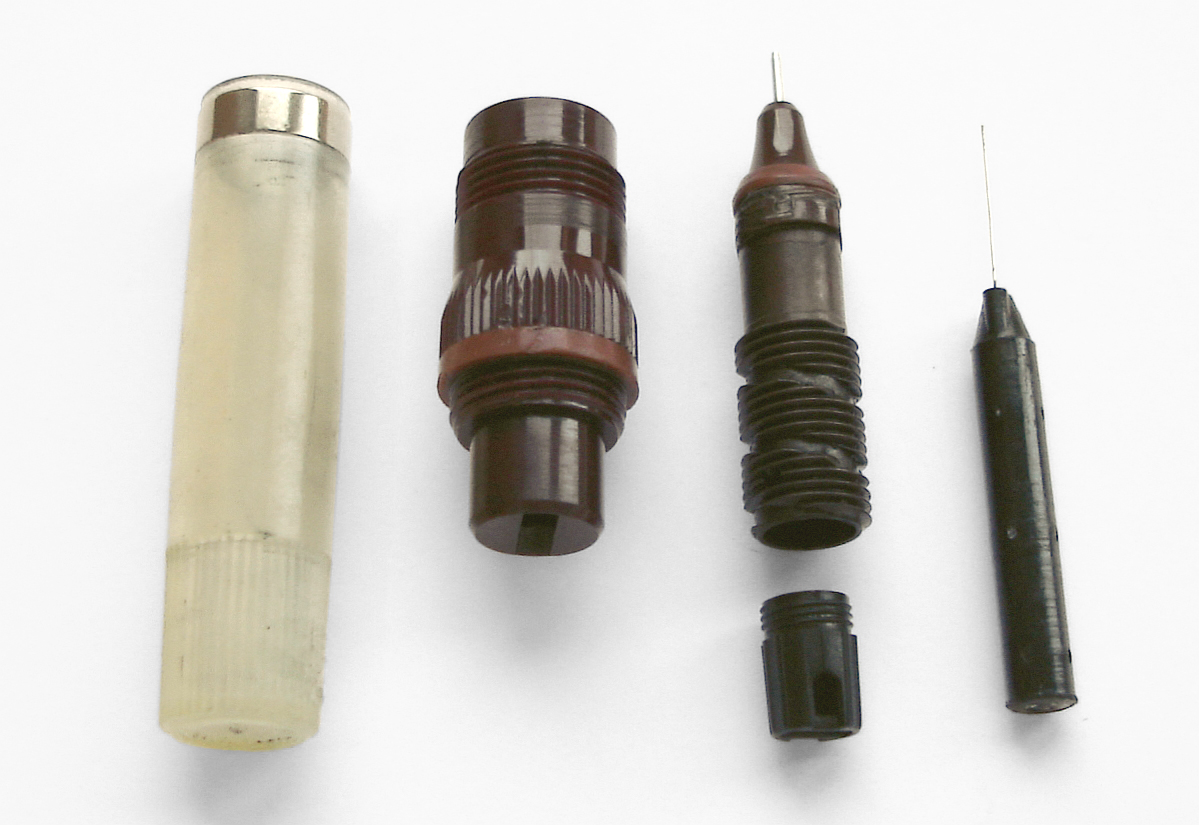
Estilógrafo recargable para dibujo técnico de 0,5 mm, desarmado.

Rotring es una empresa alemana ubicada en Hamburgo fabricante de lápices, estilógrafos, portaminas y artículos de dibujo, y en especial, de dibujo técnico. En 1998 Rotring fue adquirida por Sanford, una compañía estadounidense especializada en productos de papelería.

## Historia
Su nombre significa en alemán "anillo rojo" (Rot Ring), símbolo que es el logotipo de la marca y aparece rodeando cada estilógrafo.
En 1928 (fecha de su fundación) introdujo al mercado un estilógrafo recargable llamado "Tiku" o "Inkograph", lo que le permitió a la empresa comenzar a ser conocida mundialmente. Más tarde, en 1953, creó el prototipo de lo que se podría considerar el primer estilógrafo para dibujo técnico.
En la década de 1990, el aumento del uso del ordenador y la aparición de programas de "Diseño Asistido por Ordenador" (CAD) hicieron que las ventas de estos artículos para dibujo técnico, mayoritariamente usados en diseños de ingeniería y arquitectura, se redujesen considerablemente, por lo que la empresa amplió su gama de productos para conseguir nuevos clientes.
En 1998, Rotring fue comprada por la empresa estadounidense Sanford L.P., que a su vez es parte de Newell Rubbermaid Inc. aun cuando sigue usando su nombre original.